# Lapinselkä
Lapinselkä är en vik i Finland. Den är en del av Kemi träsk och ligger i Kemijärvi i landskapet Lappland, i den norra delen av landet, 700 km norr om huvudstaden Helsingfors.